# Edu Durán
Eduardo Durán Ruiz, detto Edu (Madrid, 1º maggio 1991), è un cestista spagnolo.